# إيرنست والتون
إيرنست توماس والتون (بالإنجليزية: Ernest Thomas Sinton Walton)‏ هو فيزيائي إيرلندي حصل على جائزة نوبل للفيزياء عام 1951 بالاشتراك مع جون كوكروفت. وكان تقدير لجنة جائزة نوبل لهما عن «أبحاثهما الرائدة في مجال تغيير النواة الذرية بواسطة تصويب جسيمات أولية معجّلة عليها».

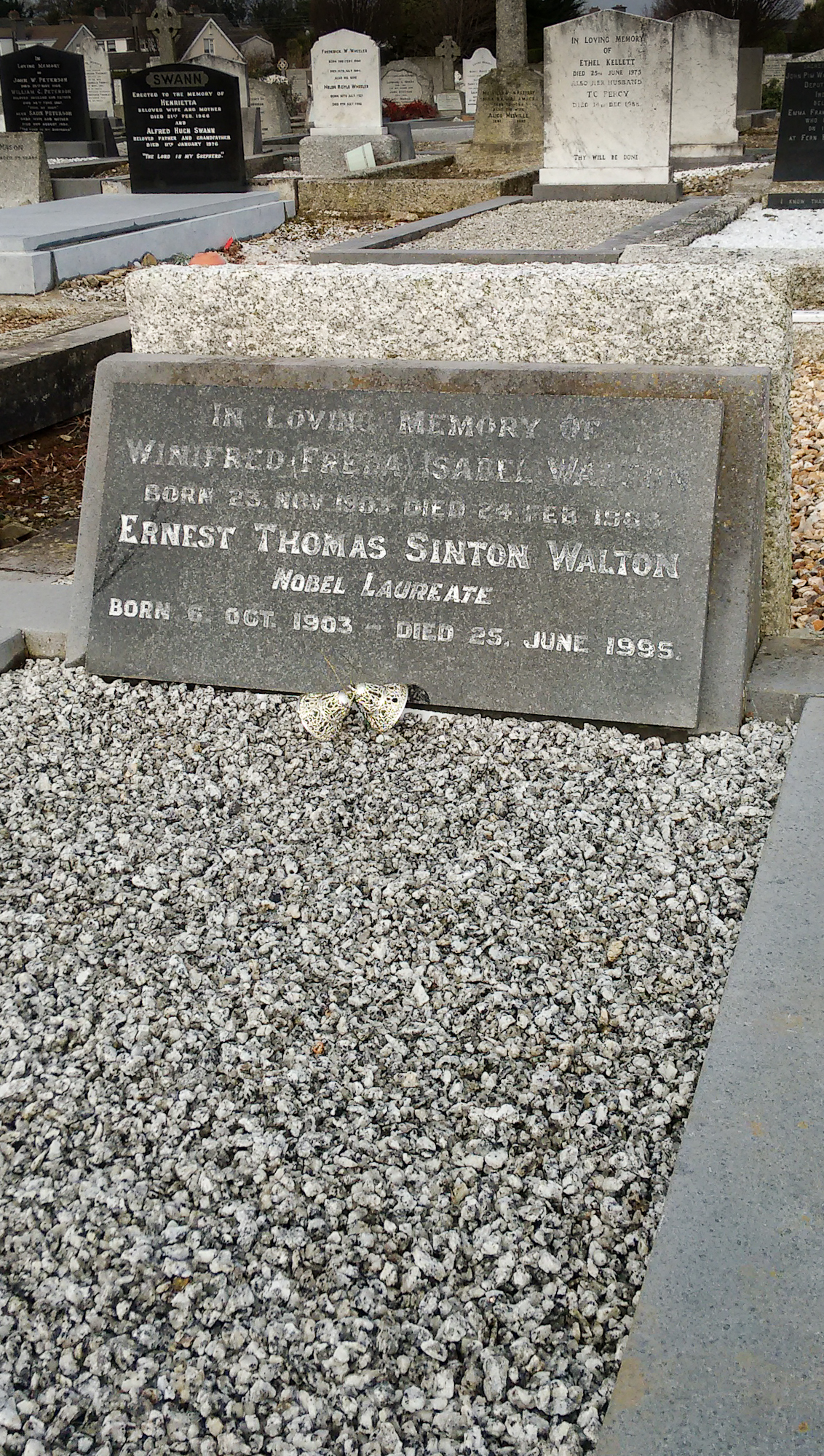
قبر إرنست والتون في مقبرة دينزجرانج، جنوب مقاطعة دبلن

ولد إيرنست والتون في 6 أكتوبر1903 ، وتوفي في 25 يوليو 1995.

## روابط خارجية
- إيرنست والتون على موقع الموسوعة البريطانية (الإنجليزية)
- إيرنست والتون على موقع مونزينجر (الألمانية)
- إيرنست والتون على موقع ميوزك برينز (الإنجليزية)
- إيرنست والتون على موقع إن إن دي بي (الإنجليزية)